# Герб Чехословакии
Государственный герб Чехословацкой Республики — один из символов государства, существовавшего в Центральной Европе в 1918—1939 и 1945—1992 годах. В разное время состоял из гербов Чехии, Словакии и других земель, входивших в состав федеративного государства.

## Образование Чехословакии
Независимость Чехословакии была провозглашена 28 октября 1918 года. Она была образована из частей бывшей Австро-Венгерской империи, распад которой последовал после поражения в Первой мировой войне.
Каждое из новообразованных на обломках империи государств, стремилось самоопределиться на максимально большой территории и Парижская мирная конференция, завершившаяся в 1920 году, была призвана определить границы будущей Европы и предотвратить возможные конфликты. Границы Чехословакии определялась следующим образом:
По Сен-Жерменскому договору от Австрии отходила Чехия и образовывала основу нового государства;
По Трианонскому договору от Венгрии отходили Словакия и Подкарпатская Русь, становившиеся составными частями федеративного чехословацкого государства.
Кроме Чехии, Словакии и Подкарпатской Руси, в состав Чехословакии вошла Моравия — исторический регион, населённый чехами, являвшаяся до того особой административной единицей Австро-Венгрии. Населённая чехами часть Силезии по решению Лиги Наций также отходила к Чехословакии. Тешинская Силезия послужила поводом для конфликта между Чехословакией и Польшей и после непродолжительных боевых действий была разделена между ними.
В большой герб межвоенной Чехословацкой Республики также входили гербы двух других силезских воеводств — Опавского и Рацибожского, части которых вошли в состав Чехословакии.
На основании проведённых исследований, работник канцелярии архива министерства внутренних дел Ярослав Курса подготовил эскизы малого, среднего и большого государственного герба. Окончательный дизайн позже выполнил Франтишек Кисела.
Проекты герба Чехословацкой Республики были утверждены законом номер 252/1920 Sb. от 30 марта 1920 года.
|                                       |                                       |                                     |
| Большой герб Чехословацкой Республики | Средний герб Чехословацкой республики | Малый герб Чехословацкой Республики |

## Описание герба

### Большой герб
§ 6 Большой герб Чехословацкой Республики состоит из двух щитов, переднего и заднего. На переднем щите — герб Чехии: на червлёном щите серебряный в прыжке лев с раздвоенным хвостом, устремлённым вправо, коронованный золотой короной, с золотыми языком и когтями. Задний щит дважды пересечён и разделён на семь частей таким образом, чтобы голова и пояс щита были рессечены, а оконечность рассечена дважды. В верхнем левом поле — герб Словакии: на червлёном щите три лазоревых холма; на среднем высшем холме воздвигнут серебряный патриарший крест. В верхнем правом поле — герб Подкарпатской Руси: щит рассечён, на левом лазоревом поле — три золотых бревна; на правом серебряном  поле — стоящий червлёный медведь, обращённый влево. В левом среднем поле — герб Моравии: на лазоревом щите обращённый влево шахматный серебром и червленью орёл, коронованный золотой короной. В правом среднем поле — герб Силезии: на золотом щите обращённый влево чёрный орёл с червлёным вооружением и серебряной пружиной на груди, которая заканчивается трилистниками, и в середине украшена крестом. В левом нижнем поле — герб Тешинской земли: на лазоревом щите золотой орёл, обёрнутый влево. В нижнем среднем поле — герб Опавской земли: щит рассечённый на червлень и серебро. В правом нижнем поле герб Рацибожской земли: щит рассечён; в левом лазоревом поле золотой коронованный орёл, обращённый влево; правое поле рассечено на серебро и червлень.
Щит поддерживают два золотых коронованных льва, с раздвоенными хвостами и червлёными языками, обращённые друг к другу, стоящие на основании из двух скрещённых золотых липовых ветвей, с золотой девизной лентой с девизом PRAVDA VÍTĚZÍ (чеш. Правда побеждает) лазоревыми буквами; по обе стороны девиза — два лазоревых равносторонних креста.

### Средний герб
§ 5 Средний герб Чехословацкой Республики состоит из двух щитов, переднего и заднего. На переднем (среднем) щите — герб Чехии: на червлёном щите серебряный устремлённый вправо в прыжке лев, с раздвоенным хвостом, коронованный золотой короной, с золотыми языком и когтями. Задний щит рассечён и пересечён. В верхнем левом поле — герб Словакии: на червлёном щите три лазоревых холма; на среднем высшем холме воздвигнут серебряный патриарший крест. В правом верхнем поле — герб Подкарпатской Руси: щит рассечён, на правом лазоревом поле — три золотых бревна; на левом серебряном  поле — стоящий червлёный медведь, обращённый влево. В левом нижнем поле — герб Моравии: на лазоревом щите обращённый влево шахматный серебром и червленью орёл, коронованный золотой короной. В правом нижнем поле — герб Силезии: на золотом щите обращённый вправо чёрный орёл с червлёным вооружением и серебряной пружиной на груди, которая заканчивается трилистниками и в середине украшена крестом.

### Малый герб
§ 4 Малый герб Чехословацкой Республики представляет собой: на червлёном щите серебряный, устремлённый вправо в прыжке лев, с раздвоенным хвостом, коронованный золотой короной, с золотыми языком и когтями, несущий на груди красный щит с тремя лазоревыми холмами; на среднем высшем холме воздвигнут серебряный патриарший крест.

### Гербы земель Чехословакии
| Гербы земель, входивших в состав Чехословацкой Республики | Гербы земель, входивших в состав Чехословацкой Республики | Гербы земель, входивших в состав Чехословацкой Республики | Гербы земель, входивших в состав Чехословацкой Республики | Гербы земель, входивших в состав Чехословацкой Республики | Гербы земель, входивших в состав Чехословацкой Республики | Гербы земель, входивших в состав Чехословацкой Республики | Гербы земель, входивших в состав Чехословацкой Республики |
| --------------------------------------------------------- | --------------------------------------------------------- | --------------------------------------------------------- | --------------------------------------------------------- | --------------------------------------------------------- | --------------------------------------------------------- | --------------------------------------------------------- | --------------------------------------------------------- |
|                                                           |                                                           |                                                           |                                                           |                                                           |                                                           |                                                           |                                                           |
| Богемия                                                   | Словакия                                                  | Подкарпатская Русь                                        | Моравия                                                   | Силезия                                                   | Тешинская земля                                           | Опавская земля                                            | Рацибожская земля                                         |

В 1939 году Чехословакия была оккупирована Германией и разделена. Словакия становилась независимым государством, а Чехия входила в состав Третьего Рейха в качестве протектората.

## Чехословакия 1945—1992
|  | Герб Чехословацкой Республики 1945—1960 После освобождения Чехословакии в 1945 году, только малый герб был оставлен в качестве государственного герба, за исключением президентского штандарта, на котором остался большой герб Чехословакии с девизом Правда побеждает. Конституция 9 мая 1948 года определила государственный герб и флаг (§ 169), однако никакой закон об этом опубликован не был. |
|  | Герб Чехословацкой Социалистической Республики 1960—1990 Новый герб ЧССР был утверждён 17 ноября 1960 года законом о государственном гербе Чехословакии за номером 163. Основной элемент герба — традиционный чешский лев был сохранён, однако, корона и крест были сочтены за монархическую и религиозную символику и убраны. Вместо них появились красная пятиконечная звезда, характерная для гербов социалистических стран, и партизанский костёр. Геральдический щит был заменён гуситской павезой. Стоит отметить, что новый герб был составлен с нарушениями норм европейской геральдики. Рисунок герба был разработан М. Гегаром. § 1 герб Чехословацкой Социалистической Республики представляет собой червлёный щит в форме гуситского щита, с пятиконечной звездой в верхней части, на котором изображён белый лев с раздвоенным хвостом, несущий на груди червленый щиток с лазоревым силуэтом Криваня и костром золотого цвета. Прорисовка герба — золотая.                       |
|  | Герб Чешской и Словацкой Федеративной Республики 1990—1992 Демократические перемены, произошедшие в Чехословакии в ноябре 1989 года, нашли своё отражение и в государственной символике. Новый герб, утверждённый конституционным законом č. 102/1990 Sb. от 20 апреля 1990 года, подчёркивал не только историческую преемственность, но и федеративную структуру чехословацкого государства, которое теперь официально называлось Чешская и Словацкая Федеративная Республика. Статья 2 / § 1 Государственный герб Чешской и Словацкой Федеративной Республики представляет собой четверочастный щит на котором в первом и четвёртом червлёных полях изображён серебряный рыкающий в прыжке лев с раздвоенным хвостом устремлённый вправо, с золотыми когтями, золотым языком и золотой геральдической короной. Во втором и третьем червлеёном полях серебряный двойной крест, установленный на средней возвышающейся вершине лазоревого троевершия. Деление щита отмечено серебряной линией. |

С распадом чехословацкой федерации прекратил существование и единый герб Чехословакии. С 1 января 1993 года Чешская Республика и Словацкая Республика существуют как самостоятельные государства, и используют собственную государственную символику.